# Prix Varenne de la radio
Le prix Varenne de la radio est un prix institué en 1989 par la Fondation Varenne, dans le but de valoriser le métier de journaliste radio, en récompensant les efforts et la qualité de travaux journalistiques.

## Présentation du concours
Ce concours s'adresse à l'ensemble des journalistes professionnels de la radio, titulaires de la carte professionnelle, salariés d’une radio de langue française. Le reportage présenté par chaque concurrent peut porter sur tous les domaines de l’actualité politique, économique, sociale, sportive, culturelle, etc. Le choix des lauréats est confié à un jury indépendant composé de professionnels de la presse et de la communication. Celui-ci se réserve le droit de modifier le montant de la dotation et le nombre de lauréats en fonction de la qualité des travaux reçus.
La dotation d'une valeur de 8 000 euros est attribuée sous la forme de deux prix, le prix Varenne de 5 000 euros, et un prix spécifique de 3 000 euros pour un jeune journaliste titulaire de la carte de  presse depuis moins de 5 ans et âgé de 30 ans maximum.

## Notes sur quelques éditions

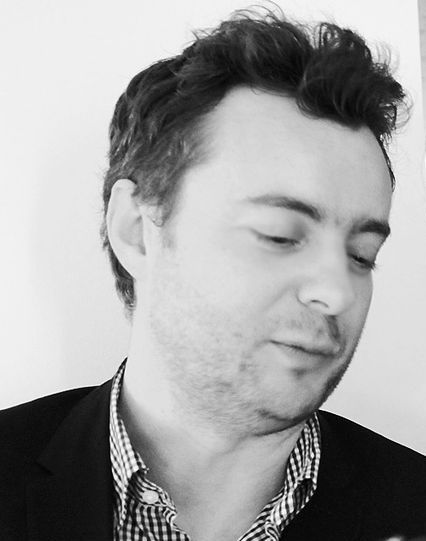
Frédéric Pommier, lauréat 2015 du grand prix Varenne de la radio.